# Maik Stief
Maik Stief (* 26. September 1972 in Deutschland) ist ein ehemaliger deutscher Motorradrennfahrer.
Seine erste Grand-Prix-Saison absolvierte der Dorstener Stief 1989 in der 80-cm³-Klasse auf einer Casal. 1992 bis 1995 und erneut von 1997 bis 1999 trat er wechselweise auf Aprilia-, Honda- oder Yamaha-Maschinen in der nächsthöheren 125-cm³-Klasse an. 1993 belegte Stief dabei mit 21 Punkten den 23. Rang in der Gesamtwertung. Bestes Einzelresultat war in dieser Saison der vierte Platz bei der Dutch TT in Assen. In der Achtelliter-Klasse war er 1995 und 1997 zudem Deutscher Meister. Wegen eines Vorfalls in der Auslaufrunde des im August 1995 stattgefundenen Rennens zur 1995er Straßenmeisterschaft im tschechischen Most, bei dem Stief seinen Kontrahenten Markus Ober per Fußtritt vom Motorrad befördert haben soll, wurde Stief seitens der OMK vom 1. Januar bis zum 30. Juni 1996 gesperrt.

## Titel
- 1995 – Deutscher 125-cm³-Meister auf Honda
- 1997 – Deutscher 125-cm³-Meister auf Honda